# Fuente el Fresno
Fuente el Fresno è un comune spagnolo di 3 365 abitanti situato nella comunità autonoma di Castiglia-La Mancia.